# Circonscription de Bruce
Pour les articles homonymes, voir Bruce.
La circonscription de Bruce est une circonscription électorale australienne dans la banlieue est de Melbourne au Victoria. Elle a été créée en 1955 et porte le nom de Stanley Bruce, qui fut premier ministre d'Australie de 1923 à 1929. Jusqu'en 1996 elle était à cheval sur les quartiers de Glen Waverley et Mount Waverley et était un siège assez sûr pour le Parti libéral mais depuis lors, ses limites ont été étendues vers le sud, ce qui en a fait une circonscription travailliste marginale. Elle comprend désormais une partie de Dandenong, Noble Park et Springvale. Son membre le plus éminent a été sir Billy Snedden, qui fut chef du Parti libéral de 1972-75 et speaker à la chambre de 1976 à 1983.

## Représentants
| Nom           | Parti        | Période de mandat |
| ------------- | ------------ | ----------------- |
| Billy Snedden | Libéral      | 1955–1983         |
| Ken Aldred    | Libéral      | 1983–1990         |
| Julian Beale  | Libéral      | 1990–1996         |
| Alan Griffin  | Travailliste | 1996–2016         |
| Julian Hill   | Travailliste | 2016–en cours     |